# Ulf el gallego
Ulf el gallego (1010-1062) fue un jarl danés, un caudillo vikingo que se hizo célebre por sus correrías, pillajes y saqueos por las tierras de Galicia a principios del siglo XI, en 1028 o quizás en 1048, durante el reinado de Bermudo III o Fernando I. Apodado también el lobo de Galicia, también Jarl Galizu-Úlfr, Ulv Galiciefarer y Galicieulf, pues era costumbre entre los vikingos apodar con el nombre de la región saqueada o conquistada a quien había dirigido las razias.

## Biografía según las sagas
Según Saxo Grammaticus, Úlfr (en nórdico antiguo: lobo) era de familia noble, se especula que presuntamente pudo ser hijo de Ulf Thorgilsson, de origen sueco afincado en tierras danesas. Su padre era un hombre notable entre los suyos, ya que desposó a Astrid, hija del rey Svend I de Dinamarca. Snorri Sturluson lo cita en la saga de San Olaf, aunque nada más que como un lugarteniente del konungr (rey) conocido como Canuto el Joven, pero nada que haga referencia a sus actividades en tierras gallegas.
Una de las principales fuentes sobre su vida las encontramos en la saga Knýtlinga, donde se dice que partió «valientemente con los suyos hacia el oeste, a la conquista de Jakobsland» (la tierra de Santiago de Compostela). Lo más probable es que se dedicase a hacer razzias y al pillaje durante un tiempo con relativamente poca oposición. Algunas leyendas incluso afirman que sirvió como mercenario en las tropas del conde gallego Rodrigo Romáriz, en el asalto al castillo de Labio, cerca de la actual Lugo, en el contexto de las revueltas contra Bermudo III. Ulf también ayudaría a Romariz contra los vascos, logrando la victoria.
Las razzias de Ulf continuaron hasta ser expulsado por las tropas de Cresconio, no sin antes saquear localidades como Redondela o recintos monásticos en las islas de San Simón, Cíes y Toralla.
Tras su expulsión, los ataques vikingos sobre Galicia se redujeron considerablemente, siendo ya, salvo alguna excepción, más bien escasos y esporádicos. En cuanto a Ulf, se desconoce qué suerte corrió el lobo escandinavo en Galicia, cuyo recuerdo quedó bien presente durante mucho tiempo entre los habitantes de la región.

## Familia
Las genealogías parecen relacionar a Ulf con la casa real danesa, en concreto con el linaje de Canuto Lavard. Se casó cuando aún era muy joven con Bothild Håkonsdatter (n. 1014), hija del jarl de Lade Håkon Eiriksson, con la que tuvo dos hijos:
- Thord Ulfsson Bonde (c. 1040-1100), que casó con Edla Eriksdotter Göthe (1070-19 de mayo de 1159, hija de Eric Göthe, jarl de Falster), y fueron padres del jarl Jedvard Thordsson Bonde, quien a su vez se casaría con Cecilia Svensdotter (una hija de Blot-Sven) y serían padres de Erico el Santo, rey de Suecia.[7]
- Thrugot Ulfsson Fagerskinna.[8]